# Казальвеккьо-Сікуло
Казальвеккьо-Сікуло (італ. Casalvecchio Siculo, сиц. Casalvecchiu Sìculu) — муніципалітет в Італії, у регіоні Сицилія,  метрополійне місто Мессіна.
Казальвеккьо-Сікуло розташоване на відстані близько 500 км на південний схід від Рима, 175 км на схід від Палермо, 33 км на південний захід від Мессіни.
Населення — 873 особи (2014).

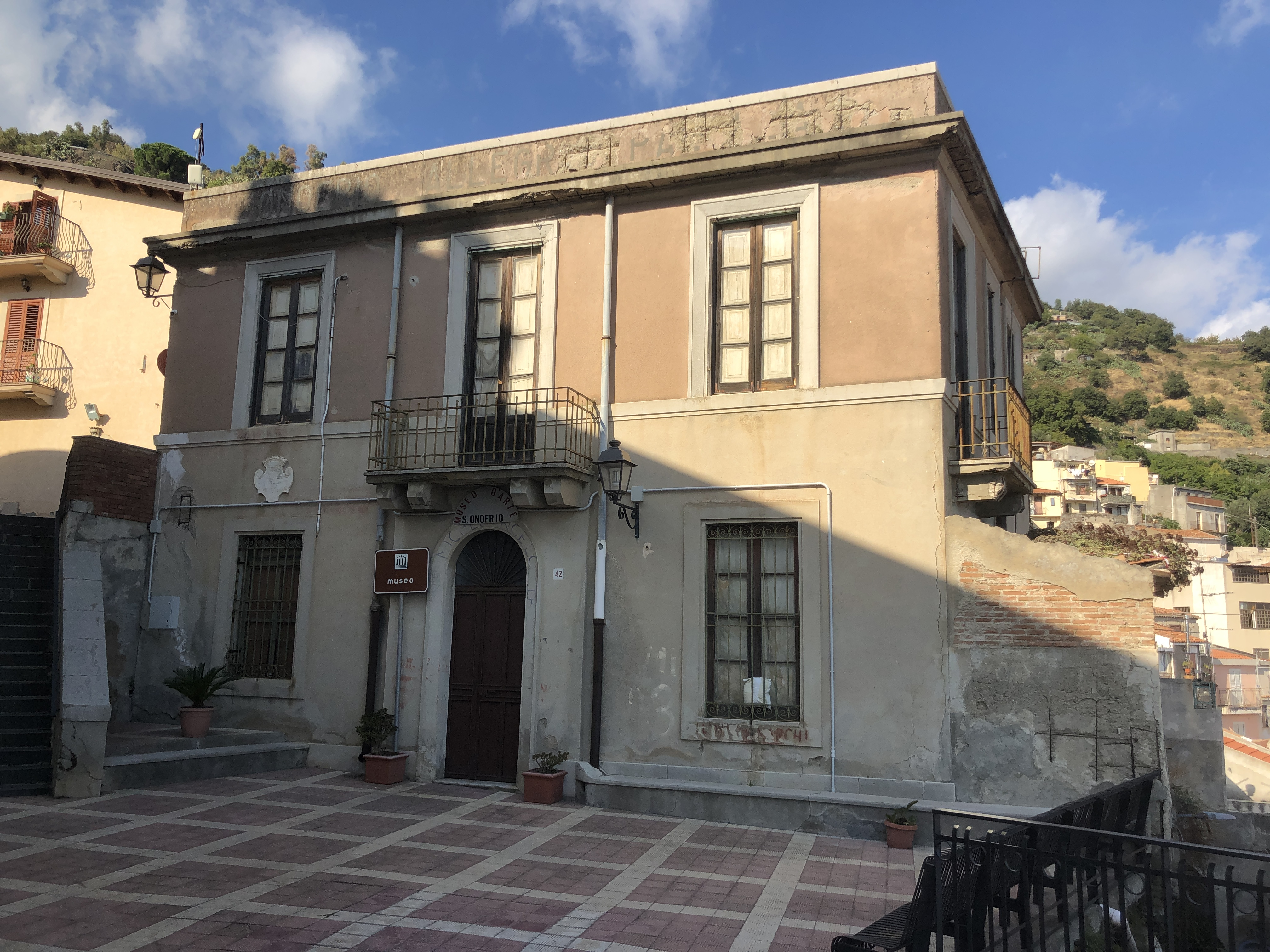
Музей

Щорічний фестиваль відбувається 12 червня - другої неділі вересня. Покровитель — Sant'Onofrio.

## Демографія
Населення за роками:

Станом на 1 січня 2023 року в муніципалітеті офіційно проживало 13 іноземців з 5 країн, серед них 11 громадян країн Євросоюзу та 1 громадянин України.

## Сусідні муніципалітети
- Антілло
- Кастрореале
- Форца-д'Агро
- Фурчі-Сікуло
- Ліміна
- Сант'Алессіо-Сікуло
- Санта-Лучія-дель-Мела
- Санта-Тереза-ді-Рива
- Савока